# Perlohmannia gigantea
Perlohmannia gigantea är en kvalsterart som först beskrevs av Aoki 1960.  Perlohmannia gigantea ingår i släktet Perlohmannia och familjen Perlohmaniidae. Inga underarter finns listade i Catalogue of Life.